# Cryptocochylis
Cryptocochylis är ett släkte av fjärilar. Cryptocochylis ingår i familjen vecklare.
Kladogram enligt Catalogue of Life:
| Cryptocochylis | \| \| Cryptocochylis conjunctana \| \| \| \| \| \| Cryptocochylis grapholithana \| \| \| \| |
|                | \| \| Cryptocochylis conjunctana \| \| \| \| \| \| Cryptocochylis grapholithana \| \| \| \| |
|                | Cryptocochylis conjunctana                                                                  |
|                |                                                                                             |
|                | Cryptocochylis grapholithana                                                                |
|                |                                                                                             |

## Bildgalleri

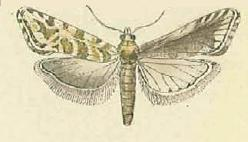